# Bachman-Turner Overdrive
Bachman–Turner Overdrive (МФА: [ˈbɑːkmən ˈtɝːnər ˈoʊvədraɪv]) — канадская рок-группа, образованная в 1972 году в городе Виннипег. Инициатором создания этой группы был бывший участник The Guess Who Рэнди Бэкмен.

## История
Покинув The Guess Who на вершине её популярности, Бэкмен записал сольную пластинку «Ахе» и собирался сотрудничать с Китом Эмерсоном, однако этому помешала болезнь. На сцену музыкант вернулся вместе с группой Brave Belt, в котором также играли его брат Роб, Фред Тёрнер и Чед Аллан. Brave Belt в период 1971—1972 годов записал два альбома на лейбле «Reprise», после чего Аллана заменил Тим Бэкмен.
Музыканты заключили соглашение с фирмой «Mercury» и сменили название на Bachman-Turner Overdrive. В 1973 году они выпустили альбом, который принёс им умеренную популярность в США и Канаде. В 1974 году Тима Бэкмена заменил Блэр Торнтон.
Переломным в карьере Bachman-Turner Overdrive стало большое американское турне и пластинка «Bachman — Turner Overdrive II», которая оказалась на четвёртой позиции американского чарта, а сингл «Takin' Care Of Business» с этой пластинки поднялся до двенадцатого места.
Третий лонгплэй «Not Fragile», появившийся летом 1974 года, сразу взлетел на вершину чарта в США, исполненное характерным вокалом Рэнди Бэкмена произведение «You Ain’t Seen Nothing Yet» занял вторую позицию в Британии. 

Однако, пластинка «Four Wheel Drive» 1975 года оказалась последней работой группы, попавшей в десятку, несмотря на то, что Bachman — Turner Overdrive регулярно записывала альбомы и синглы почти до конца семидесятых.
В 1977 году в звездном составе записан последний и самый популярный у поклонников , но не поднявшийся на вершины чатов  альбом   «Freeways». После записи этого  альбома   Ренди Бэкман покинул группу и в ней дебютировал поющий басист Джим Кленч. Фред Тёрнер перешёл на ритм-гитару. Но ничего не помогло восстановить прежнюю популярность и в 1979 году В. Т. О. завершает свою деятельность.
В 1983 году группа в составе: Рэнди Бэкмен, Тим Бэкмен, Фред Тёрнер и Гэри Питерсон (ударные) вернулась на сцену. Однако записанный для фирмы «Columbia» альбом «Bachman-Turner Overdrive» не имел большого успеха.
Группа выступала также в начале 90-х, однако в этот период, не считая сборников, не появилось новых альбомов.

## Дискография
- 1973 — Bachman-Turner Overdrive
- 1973 — Bachman-Turner Overdrive II
- 1974 — Not Fragile
- 1975 — Four Wheel Drive Gold
- 1975 — Head On Gold
- 1977 — Freeways
- 1978 — Street Action
- 1979 — Rock n' Roll Nights
- 1984 — Bachman-Turner Overdrive
- 1996 — Trial by Fire: Greatest and Latest

## Составы
- Оригинальные участники выделены полужирным.